# Lucy Durack
Lucy Durack (Perth, 17 novembre 1982) è una cantante e attrice australiana.

## Biografia
Dopo essersi laureata alla 
Western Australian Academy of Performing Arts, Lucy Daruxk ha ottenuto parti nei musical teatrali  
42nd Street, Thoroughly Modern Millie, Kiss Me, Kate, Respect, Vite in privato e Oklahoma!. È conosciuta principalmente per aver interpretato i personaggi di Glinda e Elle Woods nelle produzioni australiane di Wicked e Legally Blonde: grazie al primo ruolo è stata candidata ad un Green Room Award, un Helpmann Award e un Sydney Theatre Award, mentre con il secondo ha vinto un premio nelle ultime due premiazioni. A settembre 2012 ha pubblicato il suo primo album eponimo.

## Discografia

### Album in studio
- 2012 – Lucy Duraci

### Album dal vivo
- 2018 – Witches (con Helen Dallimore, Amanda Harrison, Jemma Rix e Simon Gleeson)

## Filmografia

### Cinema
- Goddess, regia di Mark Lamprell (2013)
- Now Add Honey, regia di Wayne Hope (2015)

### Televisione
- Doctor Doctor – serie TV (2016)
- The Letdown – serie TV (2016)
- Sisters – soap opera (2017)